# Alexis Zabé
Alexis Zabé (* in Mexiko-Stadt) ist ein mexikanischer Kameramann.

## Leben
Der in Mexiko-Stadt geborene Alexis Zabé studierte dort an der Centro Universitario de Estudios Cinematográficos. Bevor er begann, Filme zu drehen, war Zabé in der Werbung tätig und realisierte Musikvideos, so für Pharrell Williams und Die Antwoord.
Als Kameramann fungierte Zabé erstmals bei dem Kurzfilm Un volcán de lava de hielo aus dem Jahr 1994. Im Jahr 2003 folgte der Spielfilm Mexican Kids – Temporada de patos, 2007 Stellet Licht. Für seine Arbeit an dem Film The Florida Project von Sean Baker aus dem Jahr 2017 wurde er mehrfach nominiert, unter anderem von der National Society of Film Critics. Mit Baker hatte er im Jahr zuvor bereits den Kurzfilm Snowbird realisiert. Im Januar 2018 soll der Film Tyrel von Sebastián Silva beim Sundance Film Festival vorgestellt werden.
Für das Filmmagazin Variety zählte Zabé 2017 zu den 10 Cinematographers to Watch.
Ende Juni 2018 wurde Zabé ein Mitglied der Academy of Motion Picture Arts and Sciences.

## Filmografie (Auswahl)
- 1994: Un volcán de lava de hielo (Kurzfilm)
- 2003: Mexican Kids – Temporada de patos (Temporada de patos)
- 2007: Stellet Licht
- 2008: Lake Tahoe
- 2012: Post Tenebras Lux
- 2017: The Florida Project
- 2018: Tyrel

## Auszeichnungen (Auswahl)
Chlotrudis Award
- 2018: Nominierung für die Beste Kamera (Stellet Licht)

MTV Video Music Awards
- 2013: Nominierung für die Beste Kamera (Video für Yeah Yeah Yeahs, Sacrilege)

National Society of Film Critics Award
- 2018: Runner-up in der Kategorie Beste Kamera (The Florida Project)[6]

San Francisco Film Critics Circle Award
- 2017: Nominierung für die Beste Kamera (The Florida Project)[7]